# Czwarty gabinet Roberta Menziesa
Czwarty gabinet Roberta Menziesa (ang. Fourth Menzies Ministry) – trzydziesty piąty gabinet federalny Australii, urzędujący od 19 grudnia 1949 do 11 maja 1951 roku. Był gabinetem koalicyjnym, tworzonym przez Liberalną Partię Australii (LPA) i Partię Wiejską (CP).
Stanowił pierwszy gabinet z udziałem LPA od powstania tej partii w 1945, jednak część jego członków, w tym sam premier, posiadała już doświadczenie rządowe wyniesione z gabinetów poprzedniej głównej australijskiej partii prawicowej - Partii Zjednoczonej Australii. To również pierwszy w dziejach Australii gabinet federalny z udziałem kobiety, którą była Enid Lyons, wdowa po byłym premierze Josephie Lyonsie.

## Okoliczności powstania i dymisji
Gabinet został sformowany po przeprowadzonych w grudniu 1949 federalnych wyborach parlamentarnych, w których rządząca dotąd Australijska Partia Pracy (ALP) zachowała kontrolę nad Senatem, lecz straciła większość w Izbie Reprezentantów na rzecz koalicji LPA-CP. Zgodnie z australijskim prawem konstytucyjnym o obsadzie stanowiska premiera decyduje układ sił w Izbie, stąd misję tworzenia rządu otrzymał Robert Menzies.
Już od roku 1950 Menzies dążył do przejęcia kontroli nad całym parlamentem poprzez celowe wprowadzanie pod obrady projektów ustaw, które były skrajnie niezgodne z poglądami ALP, a zarazem społecznie popularne, i tym samym mogły doprowadzić do klinczu między obiema izbami a w takiej sytuacji premier Australii może poprosić gubernatora generalnego o tzw. podwójne rozwiązanie, czyli zarządzenie przedterminowych wyborów, w których wyłonieni zostaną wszyscy członkowie Izby i (inaczej niż przy zwykłych wyborach) cały skład Senatu, a nie tylko jego połowa. Ostatecznie sytuacja taka nastąpiła w 1951 roku. W przeprowadzonych pod koniec kwietnia wyborach koalicja, zgodnie z planem Menziesa, wygrała w obu izbach, a on sam powołał następnie swój piąty gabinet.

## Skład
| stanowisko                                                                       | osoba           | partia | od                   | do                   |
| -------------------------------------------------------------------------------- | --------------- | ------ | -------------------- | -------------------- |
| premier                                                                          | Robert Menzies  | LPA    | 19 grudnia 1949      | 11 maja 1951         |
| minister skarbu                                                                  | Arthur Fadden   | CP     | 19 grudnia 1949      | 11 maja 1951         |
| minister obrony                                                                  | Eric Harrison   | LPA    | 19 grudnia 1949      | 25 października 1950 |
| minister obrony                                                                  | Philip McBride  | LPA    | 25 października 1950 | 11 maja 1951         |
| minister ds. powojennej odbudowy                                                 | Eric Harrison   | LPA    | 19 grudnia 1949      | 17 marca 1950        |
| minister ds. terytoriów zewnętrznych                                             | Percy Spender   | LPA    | 19 grudnia 1949      | 26 kwietnia 1951     |
| minister ds. terytoriów zewnętrznych                                             | Richard Casey   | LPA    | 26 kwietnia 1951     | 11 maja 1951         |
| minister spraw zagranicznych                                                     | Percy Spender   | LPA    | 19 grudnia 1949      | 26 kwietnia 1951     |
| minister spraw zagranicznych                                                     | Richard Casey   | LPA    | 26 kwietnia 1951     | 11 maja 1951         |
| minister pracy i służby zasadniczej                                              | Harold Holt     | LPA    | 19 grudnia 1949      | 11 maja 1951         |
| minister imigracji                                                               | Harold Holt     | LPA    | 19 grudnia 1949      | 11 maja 1951         |
| minister gospodarki i rolnictwa                                                  | John McEwen     | CP     | 19 grudnia 1949      | 11 maja 1951         |
| minister robót publicznych i mieszkalnictwa                                      | Richard Casey   | LPA    | 19 grudnia 1949      | 11 maja 1951         |
| minister zaopatrzenia i rozwoju                                                  | Richard Casey   | LPA    | 19 grudnia 1949      | 17 marca 1950        |
| minister rozwoju narodowego                                                      | Richard Casey   | LPA    | 17 marca 1950        | 11 maja 1951         |
| minister kierujący Związkową Organizacją Badań Naukowych i Przemysłowych         | Richard Casey   | LPA    | 23 marca 1950        | 11 maja 1951         |
| minister spraw wewnętrznych                                                      | Phillip McBride | LPA    | 19 grudnia 1949      | 25 października 1950 |
| minister spraw wewnętrznych                                                      | Eric Harrison   | LPA    | 25 października 1950 | 11 maja 1951         |
| prokurator generalny                                                             | John Spicer     | LPA    | 19 grudnia 1949      | 11 maja 1951         |
| minister handlu i ceł                                                            | Neil O’Sullivan | LPA    | 19 grudnia 1949      | 11 maja 1951         |
| minister transportu                                                              | Howard Beal     | LPA    | 19 grudnia 1949      | 17 marca 1950        |
| minister zaopatrzenia                                                            | Howard Beal     | LPA    | 17 marca 1950        | 11 maja 1951         |
| minister informacji                                                              | Howard Beal     | LPA    | 19 grudnia 1949      | 11 maja 1951         |
| minister żeglugi i paliw (od 17 marca 1950 minister paliw, żeglugi i transportu) | George McLeay   | LPA    | 19 grudnia 1949      | 11 maja 1951         |
| minister poczty                                                                  | Larry Anthony   | CP     | 19 grudnia 1949      | 11 maja 1951         |
| wiceprzewodniczący Federalnej Rady Wykonawczej                                   | Enid Lyons      | LPA    | 19 grudnia 1949      | 7 marca 1951         |
| wiceprzewodniczący Federalnej Rady Wykonawczej                                   | Robert Menzies  | LPA    | 7 marca 1951         | 11 maja 1951         |
| minister zdrowia                                                                 | Earle Page      | CP     | 19 grudnia 1949      | 11 maja 1951         |
| minister lotnictwa cywilnego                                                     | Thomas White    | LPA    | 19 grudnia 1949      | 11 maja 1951         |
| minister sił powietrznych                                                        | Thomas White    | LPA    | 19 grudnia 1949      | 11 maja 1951         |
| minister marynarki wojennej                                                      | Josiah Francis  | LPA    | 19 grudnia 1949      | 11 maja 1951         |
| minister wojsk lądowych                                                          | Josiah Francis  | LPA    | 19 grudnia 1949      | 11 maja 1951         |
| minister służb społecznych                                                       | Bill Spooner    | LPA    | 19 grudnia 1949      | 11 maja 1951         |
| minister ds. repatriacji                                                         | Walter Cooper   | LPA    | 19 grudnia 1949      | 11 maja 1951         |